# Тазкират аш-шуара
«Тазкират аш-шуара» или «Тазкират ош-шоара» (перс. تذكرة الشعراء‎) — важный труд (тазкире) по истории персидской литературы, написанный Доулатшахом Самарканди.
«Тазкират аш-шуара» был составлен по предложению Алишера Навои и окончен в 1487 году. Книга состоит из введения, 7 разделов и заключительной части, посвящённой современникам Доулатшаха. В ней содержатся биографические рассказы о 150 различных поэтах и около 350 поэтических отрывков. Биографии расположены хронологически; при каждой биографии образцы произведений. К недостаткам сочинения относится скудость известий, отсутствие критики, морализующая тенденция и крайнее восхваление современников; ни слова нет о предшественниках Рудаки. Многие сведения, изложенные Доулатшахом, недостоверны и носят легендарный характер.
Доулатшах Самарканди был одним из немногих авторов того времени, полностью посвятивших свои труды поэтам. Аналогами «Тазкирата» являются «Лубаб ал-албаб» Ауфи и «Манакиб аш-шуара» Абу Тахира Хатуни, о которых Самарканди скорее всего не знал.

## Содержание
«Тазкират аш-шуара» начинается с объёмного введения с биографией автора, затем следует преамбула со сведениями о десяти поэтах, писавших на арабском языке. Семь глав книги посвящены поэтам, писавшим на персидском языке, от Рудаки до современников Доулатшаха. Далее следует эпилог, посвящённый шести великим литераторам — современникам автора (Джами, Алишер Навои и др.), а также биографический очерк о Хусейне Байкаре. Ценность «Тазкират аш-шуара» заключается в том, что он содержит сведения о поэтах, которые жили после составления «Лубаб ал-албаб» Ауфи, но автор не заботился о достоверности сведений и некоторые сообщения можно отнести к разряду сказок. Это особенно касается биографий тех поэтов, которые жили ранее автора сочинения.

## Издания и переводы
«Тазкират» был издан анонимным редактором в Бомбее в 1887 году, Э. Г. Брауном в Лондоне и Лейдене в 1901 году и Мохаммадом Рамазани в Тегеране в 1959 году. Обстоятельный обзор сочинения с большими извлечениями оттуда дан Сильвестром де Саси в IV томе «Notices Et Extraits des Manuscrits de la Bibliothèque Nationale Et Autres Bibliothèques». Хаммер-Пургшталь положил «Тазкират аш-шуара» в основу своей «Geschichte der schönen Redekünste Persiens» (1818). Отдельные биографии из «Тазкират» появлялись и в Европе (например, Вуллерс перевел три биографии: Фирдоуси, Хафиза и Анвари). В России были напечатаны по-персидски биографии Фирдоуси, Хафиза и Аттара в «Персидской хрестоматии» Болдырева (Москва, 1833); на русский же язык переведена биография Фирдоуси, в диссертации Степана Назарьянца: «Абдуль Касем Фердауси Тусский» («Учёные записки Казанского университета», 1849), и Саади, в диссертации Холмогорова: «Шейх Мослихуддин Саади» («Учёные записки Казанского университета», 1865 и отдельно 1867); к последней приложен персидский текст.